# IPadOS

iPadOS — мобильная операционная система, разработанная Apple Inc. для своей линейки планшетных компьютеров iPad. Ей было дано название, отличное от iOS, операционной системы, используемой iPhone от Apple для отражения различных функций двух линеек продуктов, таких как многозадачность. Она была представлена как iPadOS 13 в 2019 году, отражая её статус преемника iOS 12 для iPad на Всемирной конференции для разработчиков компании 2019 года.
iPadOS впервые вышла 24 сентября 2019 года. Основные версии iPadOS выпускаются ежегодно. Текущая стабильная версия, iPadOS 18, вышла 16 сентября 2024 года.

## История
Первый iPad был выпущен 10 января 2010 года, с версией iPhone OS 3.2, которая добавила поддержку более крупного устройства в операционную систему, ранее использовавшуюся только на iPhone и его меньшем аналоге, iPod Touch. Эта общая операционная система была переименована в «iOS» с выходом iOS 4.
Операционная система изначально имела плохой набор функций, работающих на iPhone, iPod Touch и iPad, с вариациями пользовательского интерфейса в зависимости от размера экрана и незначительными различиями в выборе включенных приложений. Однако со временем вариант iOS для iPad включал в себя растущий набор дифференцированных функций, таких как картинка в картинке, возможность одновременного отображения нескольких запущенных приложений (обе были представлены с iOS 9 в 2015 году), drag-and-drop и док-станции, которая больше напоминала док-станцию macOS, чем на iPhone (добавленная в 2017 году с iOS 11). Стандартные приложения для iPad всё чаще разрабатывались для поддержки дополнительного использования физической клавиатуры.
Чтобы подчеркнуть различные наборы функций, доступные на iPad, и заявить о своём намерении разрабатывать платформы в разных направлениях, на WWDC 2019 Apple объявила, что вариант iOS, который работает на iPad, будет переименован в «iPadOS». Новая стратегия именования началась с iPadOS 13.1 в 2019 году.
22 июня 2020 года на WWDC 2020 Apple анонсировала iPadOS 14 с компактным дизайном для поиска, Siri и звонками, улучшенным дизайном приложений, распознаванием рукописного ввода, улучшенными функциями дополненной реальности, улучшенной защитой конфиденциальности и виджетами приложений. iPadOS 14 была вышла 16 сентября 2020 года.
7 июня 2021 года на WWDC 2021 была анонсирована iPadOS 15 с виджетами на главном экране и библиотеке приложений, теми же функциями, которые появились на iPhone с iOS 14 в 2020 году. Обновление также привело к более строгим измерениям конфиденциальности с Safari, таким как блокировка IP-адреса, поэтому другие веб-сайты не могут его увидеть. iPadOS 15 была вышла 20 сентября 2021 года.
6 июня 2022 года на WWDC 2022 была анонсирована iPadOS 16 с приложением Weather и Stage Manager, наряду с большинством функций, включенных в iOS 16, за исключением настраиваемого экрана блокировки.
5 июня 2023 года на WWDC 2023 Apple анонсировала iPadOS 17 с поддержкой виджетов для экрана блокировки, функции, первоначально запущенной с iOS 16, наряду с большинством функций, анонсированных в iOS 17. Кроме того, iPadOS 17 теперь включает в себя приложение Apple Health.

## Функции
Многие функции iPadOS также доступны на iOS; однако iPadOS содержит некоторые функции, которые недоступны в iOS, и не имеет некоторых функций, которые доступны в iOS.

### iPadOS 14

#### Scribble
Представленное в iPadOS 14 приложение Scribble преобразует текст, написанный от руки Apple Pencil, в напечатанный текст в большинстве текстовых полей.

### iPadOS 15

#### Виджеты
Начиная с iPadOS 15, виджеты могут быть размещены на главном экране.

#### Перевод
Начиная с iPadOS 15 доступен «Перевод». Эта функция была анонсирована 7 июня 2021 года на WWDC 2021. Перевод работает с 11 языками.

### iPadOS 16

#### Погода
Начиная с iPadOS 16 добавлено приложение «Погода». Ранее приложение было доступно только на iPhone и iPod Touch. Эта функция была анонсирована 6 июня 2022 года на WWDC 2022.

#### Stage Manager
В iPadOS 16 есть еще одна новая функция под названием Stage Manager, которая автоматически сортирует окна по приложениям.

### iPadOS 17

#### Экран блокировки
iPadOS 17 имеет недавно разработанный экран блокировки, очень похожий на iOS 16. Он поддерживает виджеты и расширенные возможности персонализации.

#### Здоровье
Начиная с iPadOS 17 доступно приложение «Здоровье».